# Вайнъярдс (Флорида)
Вайнъярдс (англ. Vineyards) — статистически обособленная местность, расположенная в округе Коллиер (штат Флорида, США) с населением в 2232 человека по статистическим данным переписи 2000 года.

## География
По данным Бюро переписи населения США статистически обособленная местность Вайнъярдс имеет общую площадь в 5,96 квадратных километров, водных ресурсов в черте населённого пункта не имеется.
Статистически обособленная местность Вайнъярдс расположена на высоте 3 м над уровнем моря.

## Демография
По данным переписи населения 2000 года в Вайнъярдсe проживало 2232 человека, 804 семьи, насчитывалось 1023 домашних хозяйств и 1543 жилых дома. Средняя плотность населения составляла около 374,5 человека на один квадратный километр. Расовый состав населённого пункта распределился следующим образом: 97,98 % белых, 0,76 % — чёрных или афроамериканцев, 0,04 % — коренных американцев, 0,40 % — азиатов, 0,31 % — представителей смешанных рас, 0,49 % — других народностей. Испаноговорящие составили 2,46 % от всех жителей статистически обособленной местности.
Из 1023 домашних хозяйств в 13,8 % воспитывали детей в возрасте до 18 лет, 74,9 % представляли собой совместно проживающие супружеские пары, в 2,9 % семей женщины проживали без мужей, 21,4 % не имели семей. 18,9 % от общего числа семей на момент переписи жили самостоятельно, при этом 9,6 % составили одинокие пожилые люди в возрасте 65 лет и старше. Средний размер домашнего хозяйства составил 2,13 человек, а средний размер семьи — 2,40 человек.
Население статистически обособленной местности по возрастному диапазону по данным переписи 2000 года распределилось следующим образом: 12,8 % — жители младше 18 лет, 1,3 % — между 18 и 24 годами, 11,2 % — от 25 до 44 лет, 34,7 % — от 45 до 64 лет и 39,9 % — в возрасте 65 лет и старше. Средний возраст жителей составил 61 год. На каждые 100 женщин в Вайнъярдсe приходилось 88,4 мужчин, при этом на каждые сто женщин 18 лет и старше приходилось 87,9 мужчин также старше 18 лет.
Средний доход на одно домашнее хозяйство статистически обособленной местности составил 88 100 долларов США, а средний доход на одну семью — 91 078 долларов. При этом мужчины имели средний доход в 100 000 долларов США в год против 36 985 долларов среднегодового дохода у женщин. Доход на душу населения статистически обособленной местности составил 88 100 долларов в год. 5,6 % от всего числа семей в населённом пункте и 6,9 % от всей численности населения находилось на момент переписи населения за чертой бедности, при этом 10,5 % из них были моложе 18 лет и 3,4 % — в возрасте 65 лет и старше.